# Anatoli Kornelijewitsch Winogradow

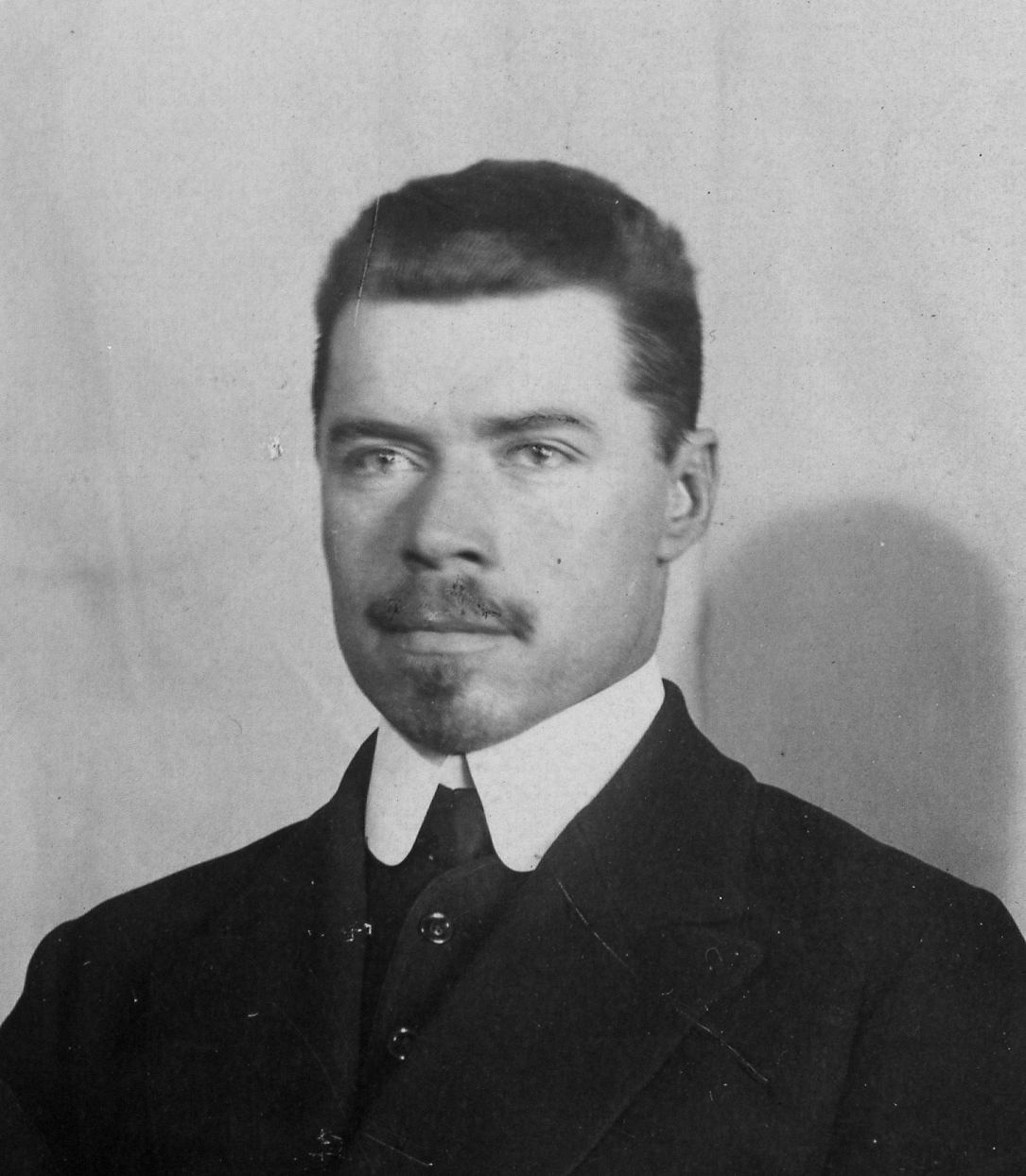
Anatoli Kornelijewitsch Winogradow

Anatoli Kornelijewitsch Winogradow (russisch Анатолий Корнелиевич Виноградов, * 28. Märzjul. / 9. April 1888greg. in Polotnjany Sawod; † 26. November 1946 in Moskau) war ein sowjetischer Schriftsteller, der insbesondere für seine Biografien bekannt war.

## Leben
Anatoli Kornelijewitsch Winogradow wurde im Dorf Polotnjany Sawod, im Gouvernement Kaluga, in einer Lehrerfamilie geboren. 1912 absolvierte er ein Studium an der historisch-philologischen Fakultät und der Fakultät für Physik und Mathematik an der Lomonossow-Universität Moskau. 1921 bis 1925 war er Direktor der Bibliothek des Rumjanzew-Museums. In der Bibliothek begann er zu forschen, vor allem über die französische Literatur. 1931 veröffentlichte er mehrere Romane und Novellen, die vor allem an Popularität gewonnen haben und oft nach dem Tod des Autors neu aufgelegt wurden. Winogradows Romane sind gekennzeichnet durch Leichtigkeit und Lebendigkeit der Gespräche. Die Fülle von Zitaten aus Briefen und Tagebüchern verschärft seine Prosa. Im historischen Zusammenhang ist er jedoch, laut Wolfgang Kasack, sehr zweifelhaft, obwohl er noch in den 1970er Jahren als Meister der Biografie galt. 1946 beging er Suizid.

## Bücher
- Drei Farben einer Zeit, 1931 (Berlin: Rütten & Loening, 1953, 2. Aufl.)
- Die Verurteilung Paganinis, 1936 (Berlin: Rütten & Loening, 1955, 3. Aufl.)
- Die Geschichte von den Brüdern Turgenjew, 1932
- Byron, 1936
- Stendhal und seine Zeit, 1938
- Der schwarze Konsul, 1933, überarbeitet 1957
- Chronik Malewinski, 1943